# Dobřív
Dobřív (en allemand : Dobschiw) est une commune du district de Plzeň-Sud, dans la région de Plzeň, en République tchèque. Sa population s'élevait à 1 323 habitants en 2021.

## Géographie
Dobřív se trouve à 8 km à l'est du centre de Rokycany, à 23 km à l'est de Plzeň et à 68 km à l'ouest-sud-ouest de Prague.
La commune est limitée par Svojkovice au nord, par Hůrky et Strašice à l'est, par la zone militaire de Brdy au sud et par Mirošov, Hrádek, Kamenný Újezd et Rokycany à l'ouest.

## Histoire
La première mention écrite du village date de 1325.

## Administration
La commune se compose de deux sections :
- Dobřív
- Pavlovsko

## Galerie

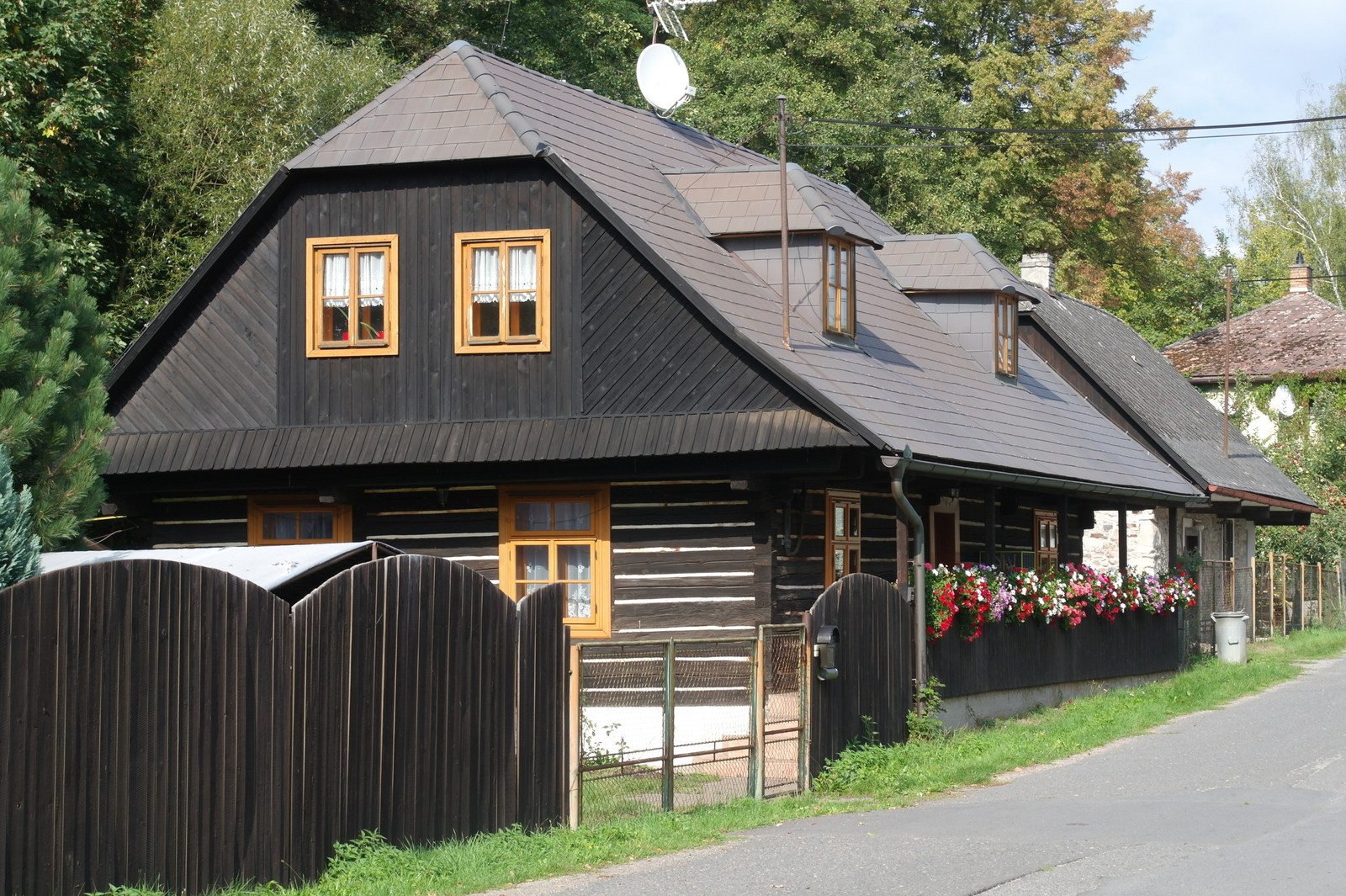
Dobřív : maison traditionnelle.
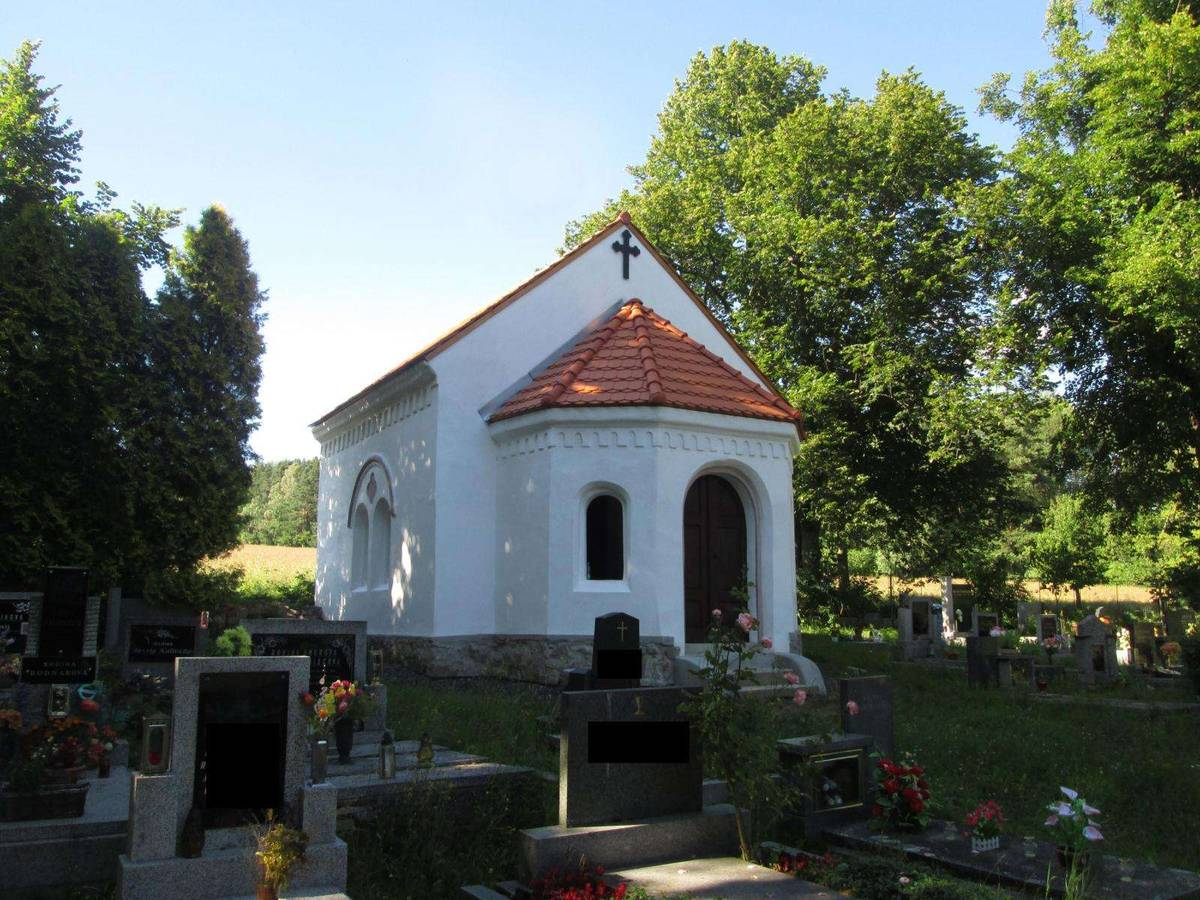
Chapelle à Dobřív.

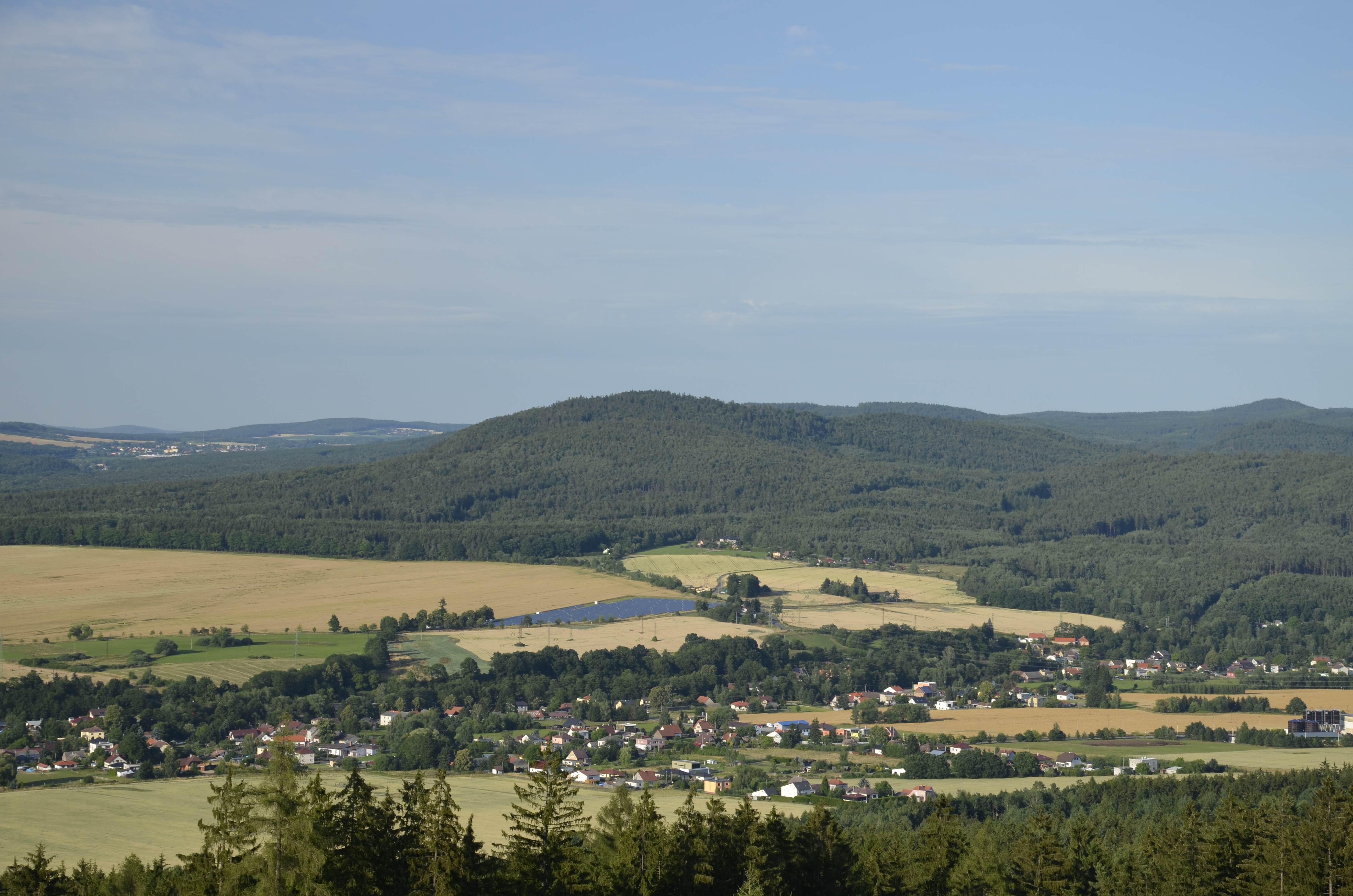
Mont Žďár (629 m) depuis le mont Kotel. Au premier plan Kamenný Újezd.

## Transports
Par la route, Dobřív se trouve à 8 km de Rokycany, à 26 km de Plzeň et à 78 km de Prague.